# Ringelspitz
Il Ringelspitz (3.248 m s.l.m. - detto anche Piz Barghis) è una montagna delle Alpi Glaronesi.

## Descrizione
Si trova in Svizzera tra il Canton Grigioni ed il Canton San Gallo. La montagna rappresenta il punto più elevato del Canton San Gallo e delle Alpi del Tamina. Si trova nell'arena tettonica di Sardona.